# Chaloupky

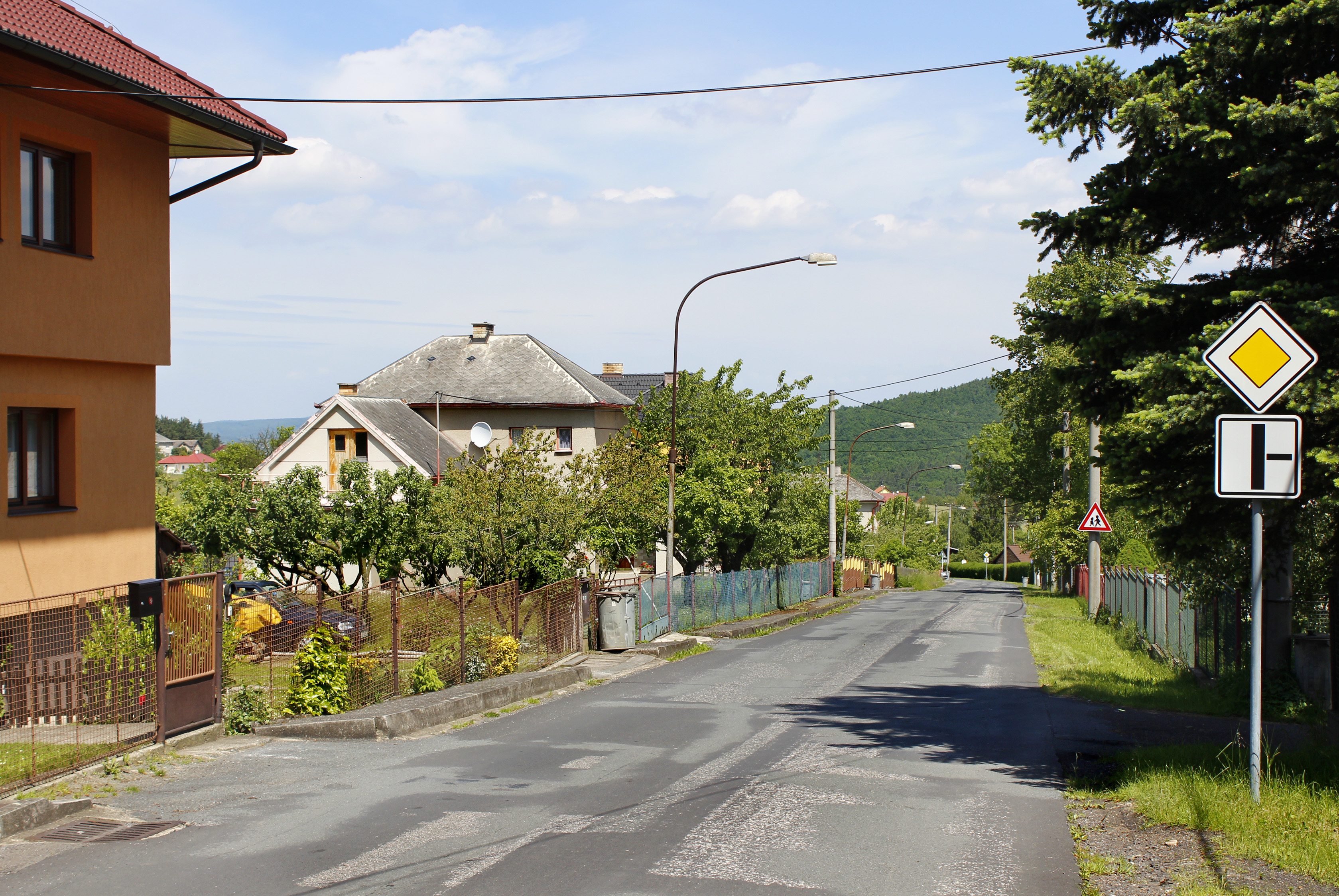
Die Hauptstraße

Chaloupky (deutsch Chaloupek) ist eine Gemeinde in Tschechien. Das Dorf befindet sich fünf Kilometer südwestlich von Hořovice und gehört zum Okres Beroun.

## Geographie
Chaloupky befindet sich am Nordrand des Brdywaldes. Nachbarorte sind Ptákov, Komárov, Kocanda, Mrtník und Hvozdec im Norden, Neřežín und der Truppenübungsplatz Brdy mit der Siedlung Hrachoviště im Osten, Malá Víska im Süden, Kvaň, Kozojedy und Zaječov im Südwesten sowie Kleštěnice und Jivina im Westen.
Südöstlich des Ortes liegt auf dem Gelände des Truppenübungsplatzes die Burgruine Valdek.

## Geschichte
Die erste urkundliche Erwähnung der von deutschen Bergleuten und Holzfäller errichteten Ansiedlung Chalupy pod Skalou erfolgte im Jahre 1648.

## Gemeindegliederung
Die Gemeinde Chaloupky besteht aus den Ortsteilen Chaloupky (Chaloupek) und Neřežín (Nerscheschin). Grundsiedlungseinheiten sind Chaloupky, Kocanda, Neřežín und Ptákov.

## Sehenswürdigkeiten
- Burgruine Valdek

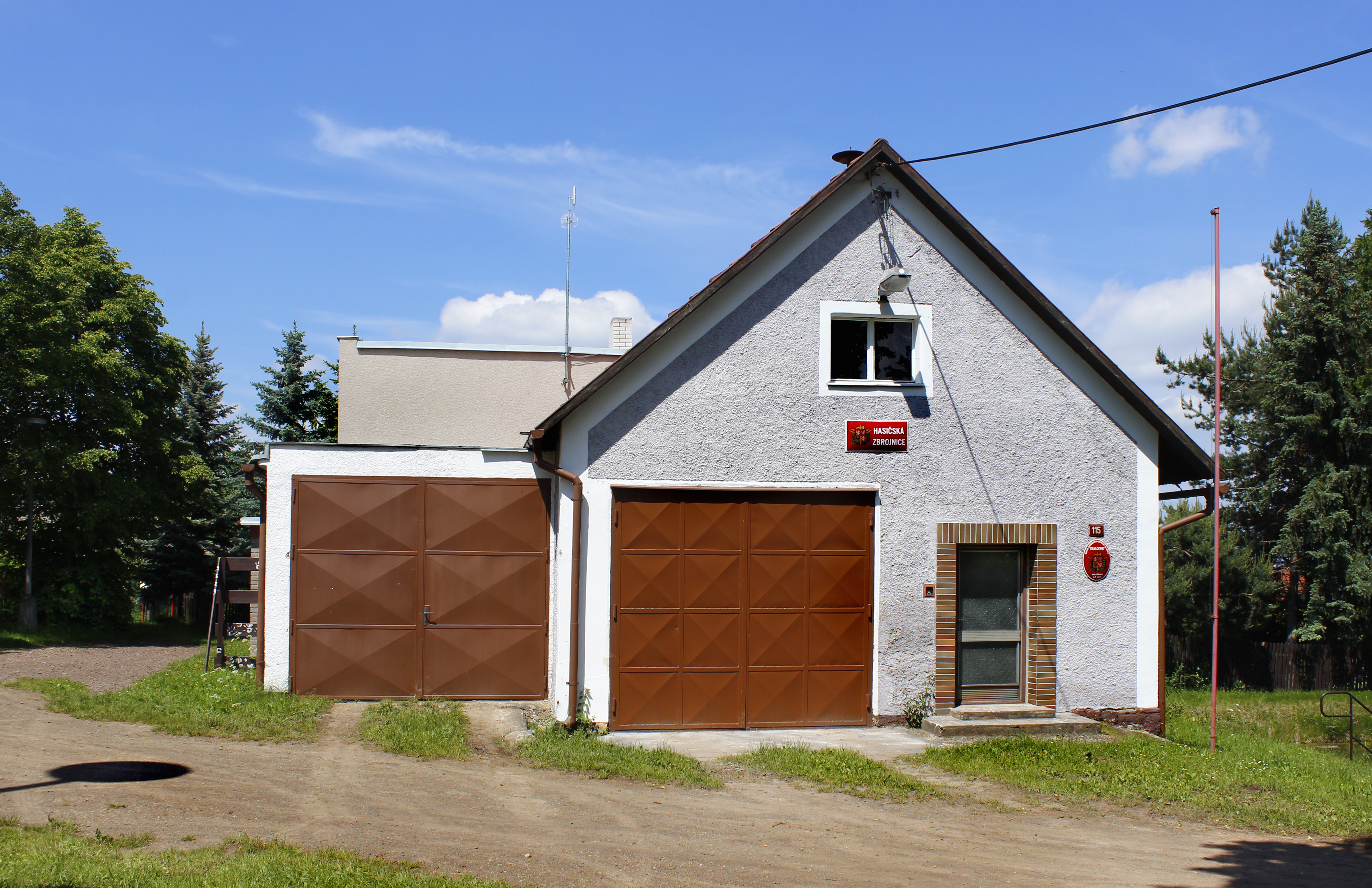
Spritzenhaus
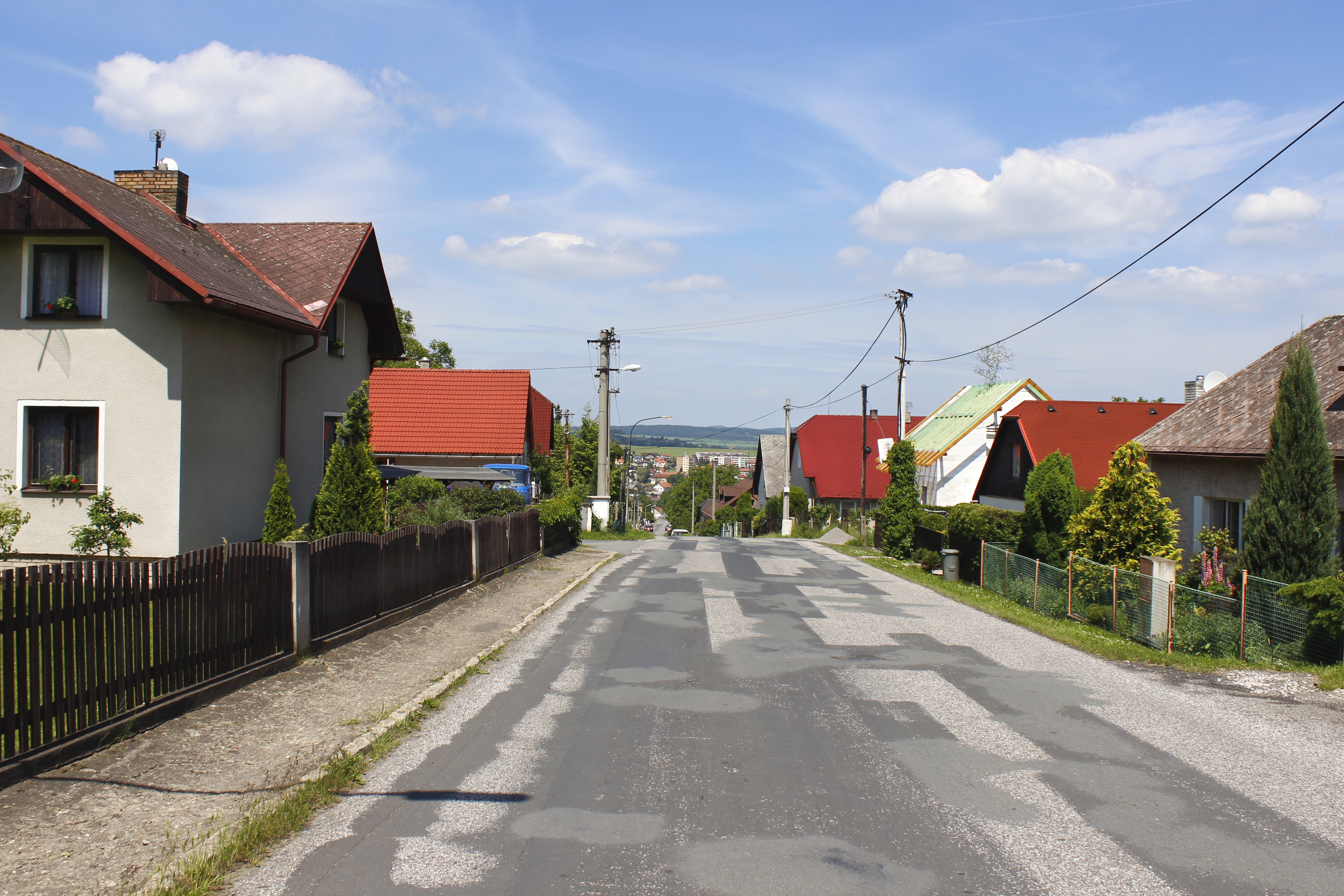
Ortsteil Ptákov